# RTON Gryfice
RTON Gryfice (Radiowo-Telewizyjny Ośrodek Nadawczy Gryfice) – wieża o wysokości 45 m znajdująca się w Gryficach przy ul. Trzygłowska 11a. Właścicielem obiektu jest Emitel sp. z o.o.

## Parametry
- Wysokość zawieszenia systemów antenowych: TV: 35 m n.p.t., Radio: 45 m n.p.t.
- Wysokość posadowienia podpory anteny: 28 m n.p.m.

## Transmitowane programy

### Programy telewizyjne - cyfrowe
| Nazwa multipleksu | Częstotliwość | Kanał | Moc promieniowana nadajnika | Polaryzacja | Kompresja wizji |
| ----------------- | ------------- | ----- | --------------------------- | ----------- | --------------- |
| MUX 3             | 786 MHz       | 60    | 0,010 kW                    | pozioma     | MPEG-4          |

### Programy telewizyjne
Programy telewizji analogowej zostały wyłączone 20 maja 2013 r.
| LP | Program                 | Właściciel            | Częstotliwość | Kanał | Moc nadajnika | Polaryzacja |
| -- | ----------------------- | --------------------- | ------------- | ----- | ------------- | ----------- |
| 1  | TVP Info / TVP Szczecin | Telewizja Polska S.A. | 207,25 MHz    | 10    | 0,01 kW       | pozioma     |

### Programy radiowe
| LP | Program   | Właściciel           | Częstotliwość | Moc nadajnika | Polaryzacja |
| -- | --------- | -------------------- | ------------- | ------------- | ----------- |
| 1  | Radio Zet | Radio Zet Sp. z o.o. | 92,90 MHz     | 10 kW         | pozioma     |